# الدورة 75 لمهرجان برلين السينمائي الدولي
الدورة 75 لمهرجان برلين السينمائي الدولي أقيمت في الفترة الممتدة بين 13–23 شباط/فبراير 2025 في برلين، ألمانيا. ضم البرنامج العام للمهرجان 250 فيلماً، وشارك بمسابقة المهرجان الرئيسية 19 فيلماً من 26 دولة. ورأس لجنة التحكيم الدولية للمسابقة المخرج الأمريكي تود هينز. وشهدت هذه الدورة من المهرجان إطلاق قسم جديد يسمى "المنظورات"، تُعرض فيه أفلام لأول مرة، وتمنح جائزة أفضل فيلم أول مع مكافئة مالية قيمتها 50 ألف يورو.
افتتح المهرجان بفيلم الدراما الألماني «الضوء» للمخرج توم تيكوير. وحصلت الممثلة البريطانية تيلدا سوينتون على جائزة الدب الذهبي الفخري.

## لجنة التحكيم
تضم لجنة التحكيم سبعة أعضاء هم:
- تود هينز رئيس لجنة التحكيم للمسابقة الرئيسية.[5]
- فان بينغبينغ، ممثلة صينية.[6]
- ماريا شرادر، ممثلة ومخرجة أفلام ألمانية.
- رودريجو مورينو، مخرج سينمائي أرجنتيني.
- نبيل عيوش، مخرج سينمائي فرنسي مغربي.
- بينا دايغيلر، مصممة أزياء ألمانية.
- إيمي نيكسون، ناقدة سينمائية ومؤلفة أمريكية.

## المتنافسون
تنافس 19 فيلماً من 26 دولة على جائزة الدب الذهبي.
| العنوان                            | العنوان الاصلي              | المخرج                     | بلد الانتاج                                           |
| ---------------------------------- | --------------------------- | -------------------------- | ----------------------------------------------------- |
| Ari                                | Ari                         | ليونور سيرايل              | فرنسا، بلجيكا                                         |
| القمر الأزرق                       | Blue Moon                   | ريتشارد لينكليتر           | الولايات المتحدة، أيرلندا                             |
| المسار الأزرق                      | O Último Azul               | غابرييل ماسكارو            | البرازيل، المكسيك، تشيلي، هولندا                      |
| أحلام                              | Dreams                      | ميشيل فرانكو               | المكسيك، الولايات المتحدة                             |
| أحلام (حب الجنس) ‏                  | Drømmer                     | داغ يوهان هاوغيرود         | النرويج                                               |
| بنات على الأسلاك [الإنجليزية]      | 想飞的女孩                  | فيفيان كو                  | الصين                                                 |
| حليب ساخن ‏                         | Hot Milk                    | ريبيكا لينكيفيتش           | المملكة المتحدة، اليونان                              |
| The Ice Tower                      | La Tour de Glace            | لوسيل هادزيهاليلوفيتش      | فرنسا، ألمانيا، إيطاليا                               |
| لو كان لي سيقان لركلتك ‏            | If I Had Legs I'd Kick You  | ماري برونشتاين             | الولايات المتحدة                                      |
| كونتينينتال '25 [الإنجليزية]       | Kontinental '25             | رادو جود                   | رومانيا، البرازيل، سويسرا، المملكة المتحدة، لوكسمبورغ |
| العيش في الأرض [الإنجليزية]        | 生息之地                    | هوو منغ                    | الصين                                                 |
| الرسالة                            | El mensaje                  | ايفان فوند                 | الأرجنتين، إسبانيا                                    |
| Mother's Baby                      | Mother's Baby               | جوهانا مودر                | النمسا، سويسرا، ألمانيا                               |
| Reflection in a Dead Diamond       | Reflet dans un diamant mort | هيلين كاتيت وبرونو فورزاني | بلجيكا، لوكسمبورغ، إيطاليا، فرنسا                     |
| The Safe House                     | La cache                    | ليونيل باير                | سويسرا، لوكسمبورغ، فرنسا                              |
| توقيت                              | Стрічка часу                | كاترينا غورنوستاي          | أوكرانيا، لوكسمبورغ، هولندا، فرنسا                    |
| What Marielle Knows                | Was Marielle weiß           | فريديريك هامباليك          | ألمانيا                                               |
| ماذا تقول لك الطبيعة؟ [الإنجليزية] | 그 자연이 네게 뭐라고 하니  | هونغ سانغ سو               | كوريا الجنوبية                                        |
| يونان                              | يونان                       | أمير فخر الدين             | ألمانيا، كندا، إيطاليا، فلسطين، قطر، الأردن، السعودية |

### كلاسيكيات برليناله
الأفلام التالية اختيرت للعرض في قسم كلاسيكيات برليناله:
| العنوان              | العنوان الاصلي    | المخرج                       | بلد الانتاج       |
| -------------------- | ----------------- | ---------------------------- | ----------------- |
| هاري القذر (1971)    | Dirty Harry       | دون سيغل                     | الولايات المتحدة  |
| فستان أزرق (1983)    | Vestida de azul   | أنطونيو غيمينيز ريكو         | إسبانيا           |
| الإلهة (1934)        | 神女              | وو يونغانغ                   | الصين             |
| ملائكة الجحيم (1930) | Hell's Angels     | هوارد هيوز وجيمس ويل         | الولايات المتحدة  |
| قضية بارادين (1947)  | The Paradine Case | ألفريد هيتشكوك               | الولايات المتحدة  |
| ابتسم أخيرًا (1985)   | Naerata ometi     | ليدا لايوس وأرفو إيهو        | الاتحاد السوفياتي |
| سولو ساني (1980)     | Solo Sunny        | كونراد وولف وولفغانغ كولهاسي | ألمانيا الشرقية   |
| زوجة سيساكو (1965)   | 清作の妻          | ياسوزو ماسومورا              | اليابان           |

## الفائزون

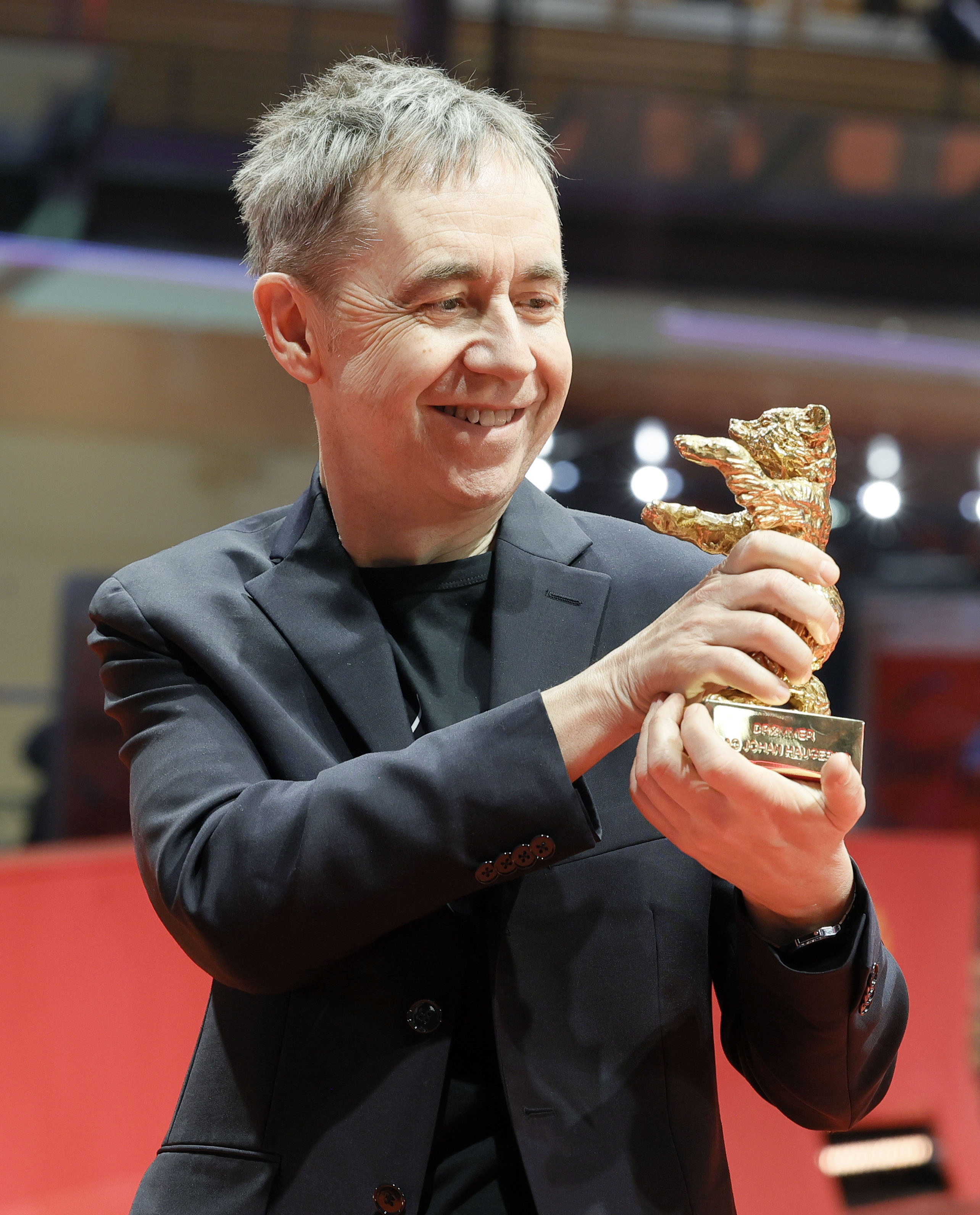
داغ يوهان هوغيرود، الحائز على الدب الذهبي.

| الجائزة                                         | الفائز                                             |
| ----------------------------------------------- | -------------------------------------------------- |
| الدب الذهبي                                     | «أحلام (حب الجنس)» للمخرج داغ يوهان هوغيرود        |
| جائزة الدب الفضي للجنة التحكيم الكبرى           | «المسار الأزرق» للمخرج البرازيلي غابرييل ماسكارو   |
| جائزة الدب الفضي لأفضل إخراج                    | هو مينغ عن فيلم «العيش في الأرض»                   |
| جائزة الدب الفضي لأفضل أداء تمثيلي في دور رئيسي | روز بيرن عن دورها في فيلم «لو كان لي سيقان لركلتك» |
| جائزة الدب الفضي لأفضل أداء تمثيلي في دور مساعد | أندرو سكوت عن دوره في فيلم «القمر الأزرق»          |
| جائزة الدب الفضي لأفضل سيناريو                  | رادو يوده عن فيلم «كونتينينتال '25»                |
| أفضل فيلم وثائقي                                | فيلم «احتجاز ليات» للمخرج براندون كرامر            |

مرجع: